# Ascalaphodes canifrons
Ascalaphodes canifrons is een insect uit de familie van de vlinderhaften (Ascalaphidae), die tot de orde netvleugeligen (Neuroptera) behoort. 
Ascalaphodes canifrons is voor het eerst wetenschappelijk beschreven door Westwood in 1847.